# Cypripedium fargesii
Cypripedium fargesii är en orkidéart som beskrevs av Adrien René Franchet. Cypripedium fargesii ingår i släktet guckuskor, och familjen orkidéer. IUCN kategoriserar arten globalt som akut hotad. Inga underarter finns listade i Catalogue of Life.

## Bildgalleri

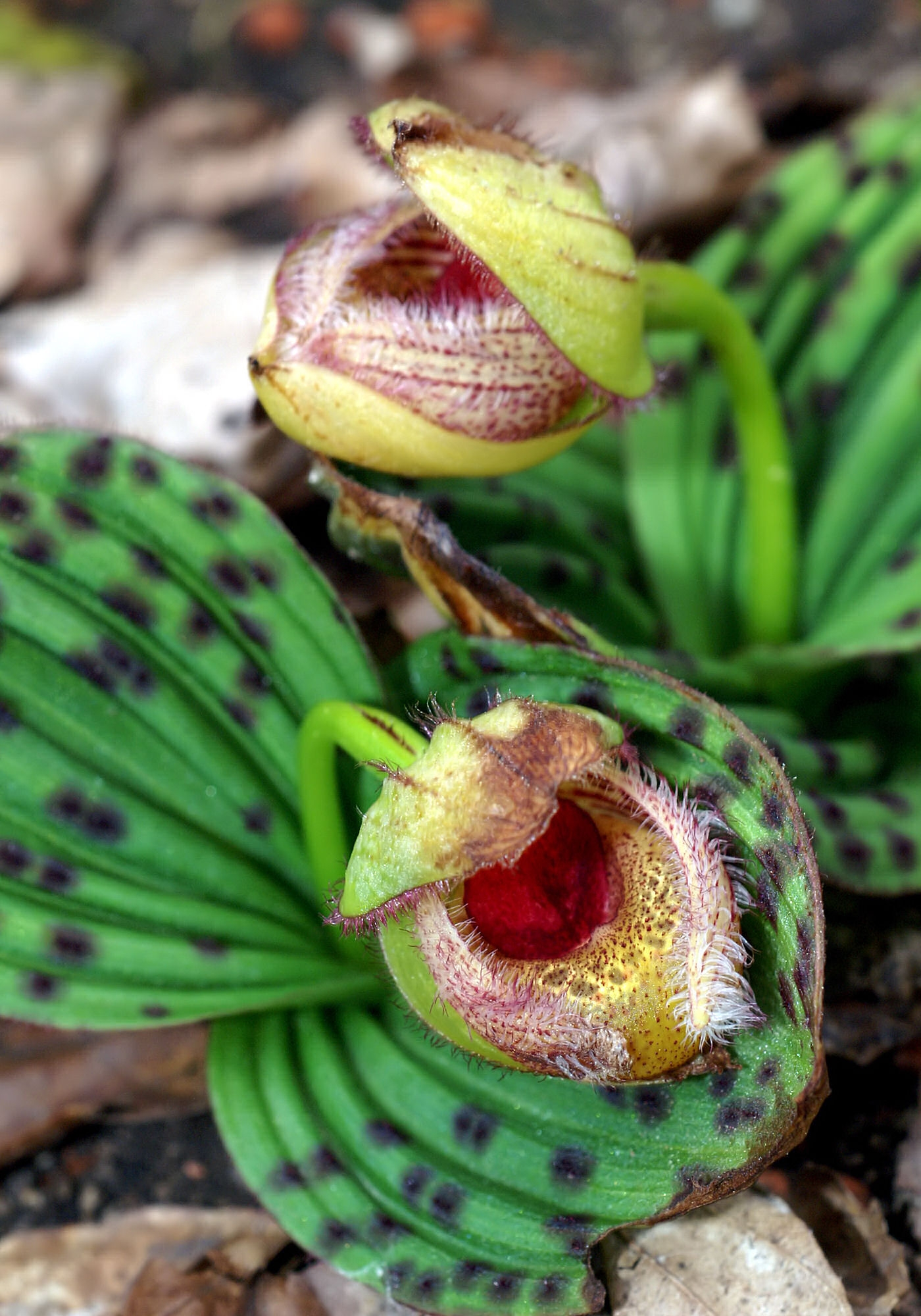
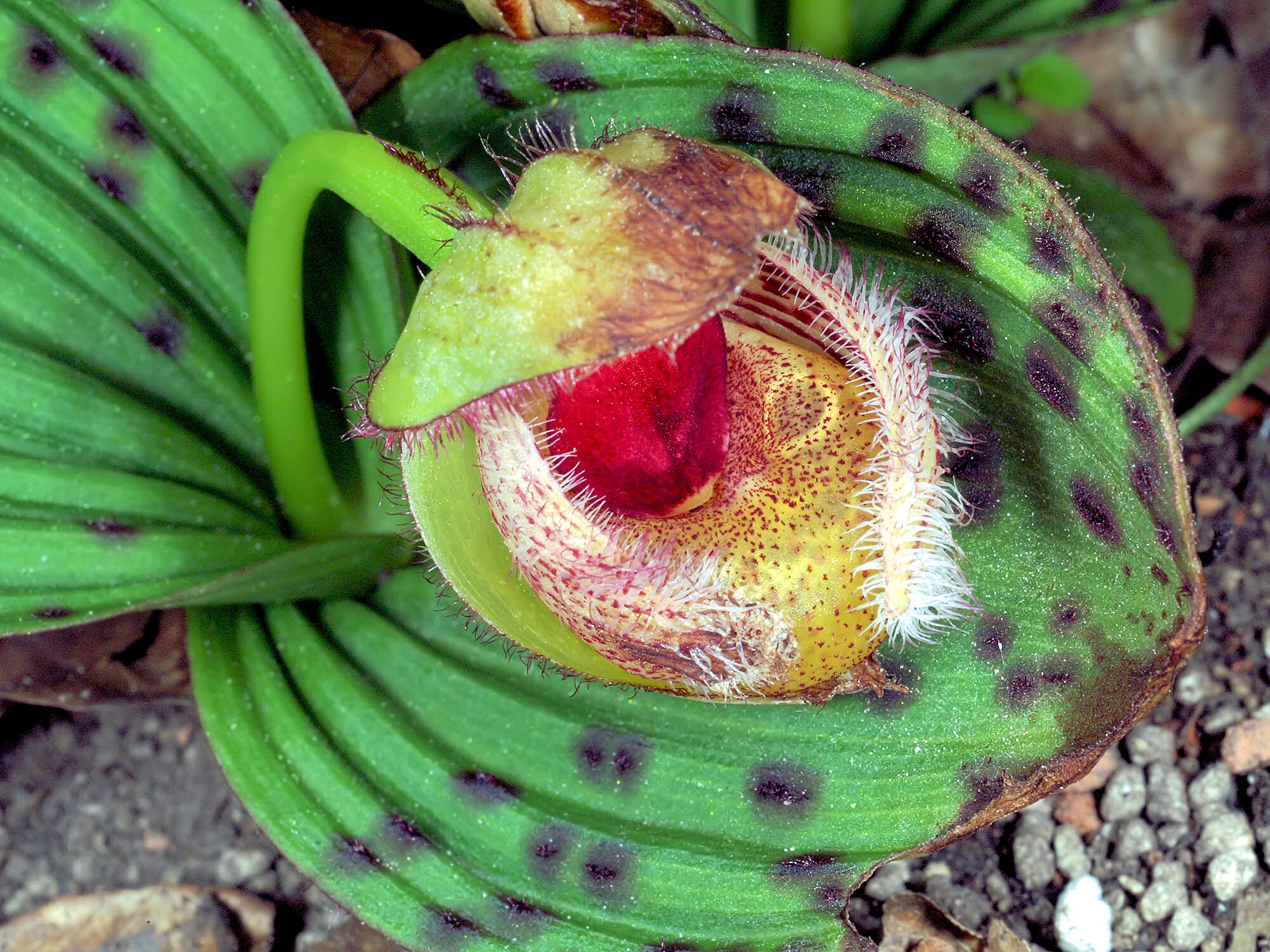
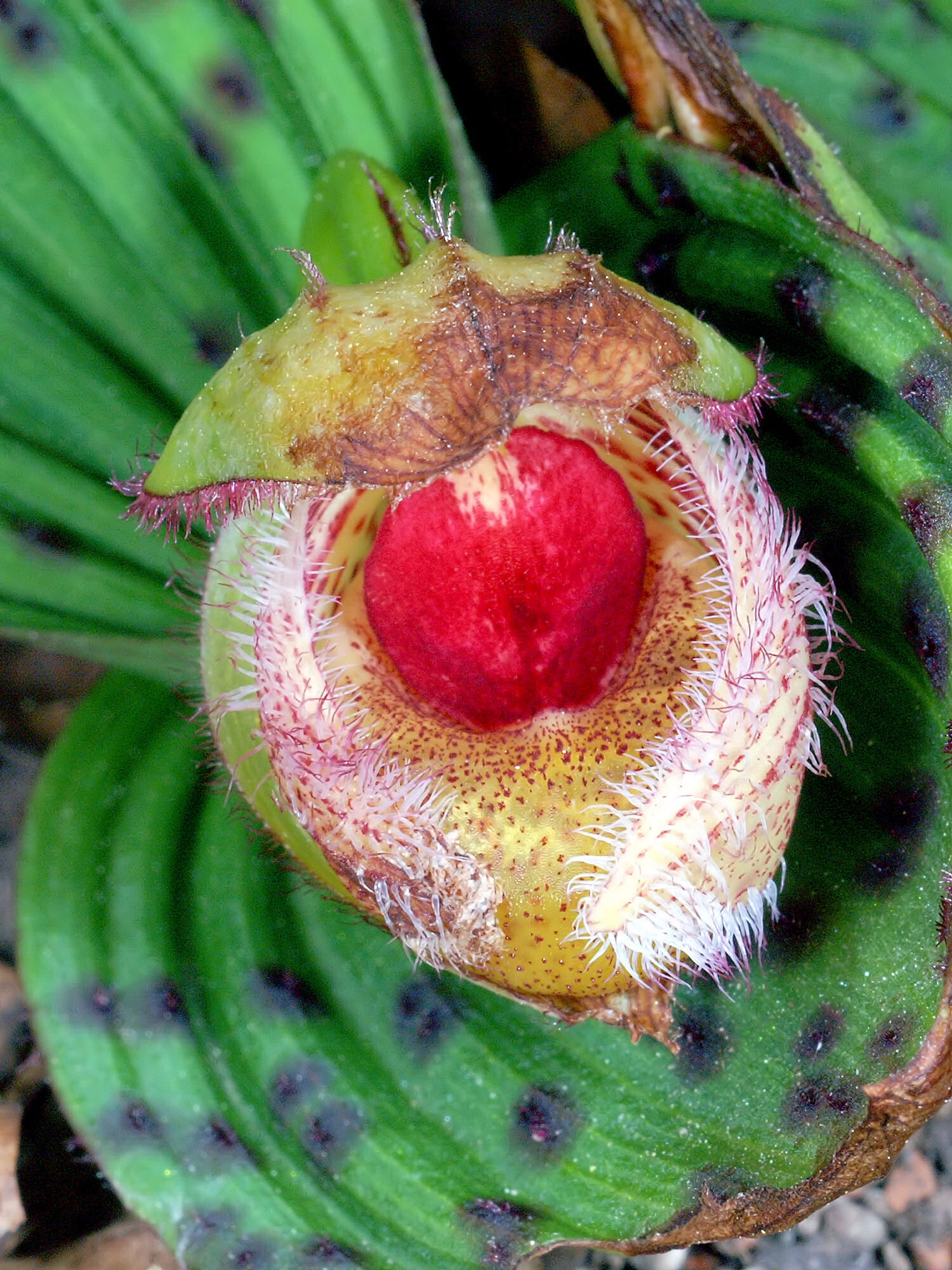